# Mine d'or d'Independence
Stratton l'Indépendance de la Mine et de l'Usine est un site historique de l'Histoire des mines d'or, à proximité de Victor, dans le Colorado, découvert en 1891 par Winfield Scott Stratton sur le versant sud de la Montagne. Entre la fin avril 1893 et 1899, environ 200 000 onces d'or ont été extraites de cette mine.

## Histoire
Au printemps de 1891, Winfield Scott Stratton a découvert le site de la Mine d'or d'Independence, sur le versant sud de la Montagne. Il a déposé sa demande de droits de propriété le 4 juillet 1891 et a appelé le site en l'honneur de la fête nationale américaine. Stratton rapidement vendu sa maison et de deux lots de terre, l'un à Denver, et l'autre Colorado Springs, afin d'acheter les actions de son associé Popejoy.
L'année suivante, en 1892, Stratton a également de l'or dans la mine dite "de Washington". Il est devenu le premier millionnaire de la région.
Lorsque les mineurs de Cripple Creek se sont mis en grève en 1894, Stratton a trouvé une entente avec eux, contre la volonté des autres propriétaires de mines.
Stratton a aussi été le premier président, et le plus grand actionnaire de la société Portalnd.